# Tipula (Eumicrotipula) ornaticornis
Tipula (Eumicrotipula) ornaticornis is een tweevleugelige uit de familie langpootmuggen (Tipulidae). De soort komt voor in het Neotropisch gebied.